# دئوشوو
دئوشوو (انگلیسی: Deushevo) یک شهرک در شهرستان کاراایدلسکی استان باشقیرستان کشور روسیه است.